# Catedral de San Hallvard (Oslo)
La Catedral de San Hallvard (en noruego Sankt Hallvardskirken o Halvardskatedralen) fue la primera catedral de la ciudad de Oslo, Noruega.
Actualmente únicamente permanecen las ruinas de sus cimientos, después de que la iglesia fue derribada en el siglo XVII cuando el emplazamiento de la ciudad se cambió hacia el lado occidental de la bahía.
La iglesia es mencionada por primera vez en fuentes escritas cuando murió el rey Sigurd I en 1130. Por la disposición de los cimientos se cree que tenía una forma basilical con una torre central y dos torres occidentales, un transepto y una estructura semicircular como parte final del coro, disposición similar al modelo de la Catedral de Nidaros. Se sabe también que el coro fue considerablemente expandido.
En la iglesia fueron colocadas las reliquias de San Hallvard, el santo patrón de Oslo, y ello sería motivo de peregrinaciones de diversas partes del país.
Se incendió en 1137, probablemente en 1567 y nuevamente en 1624, cuando se incendió toda la ciudad. Fue reparada y puesta en funcionamiento nuevamente en 1654, pero no pudo evitarse su deterioro cada vez mayor.
Finalmente fue derribada a finales del siglo XVII. Para entonces el asentamiento de la ciudad se había cambiado hacia el extremo occidental de la bahía, y una nueva catedral, la Iglesia de la Santísima Trinidad, se había construido.
En la actualidad, las ruinas de la antigua catedral se hallan dentro de un parque arqueológico del oriente de Oslo, que cuenta con numerosas ruinas medievales.
- Datos: Q4574817
- Multimedia: Hallvardskatedralen / Q4574817